# Grand incendie de Spokane
Le grand incendie de Spokane, connu localement sous le nom de grand incendie, est un incendie majeur qui a touché le centre-ville de Spokane, Washington, aux États-Unis le 4 août 1889.

## Contexte
Trois villes de l'état de Washington ont connu de "grands incendies" à l'été 1889. Le grand incendie de Seattle a détruit tout le quartier central des affaires de Seattle le 6 juin 1889. Le grand incendie d'Ellensburg (en) a entraîné la tentative de la ville de devenir la capitale de l'État mais cela fut un échec.
D'autres incendies ont eu lieu cet été, notamment l'incendie de Santiago Canyon (en) dans le comté d'Orange, en Californie, et le grand incendie de Bakersfield de 1889 (en).

## Incendie
L'incendie a commencé juste après 18h et a détruit le quartier commercial du centre-ville de Spokane. En raison de problèmes techniques avec une station de pompage, il n'y avait pas de pression d'eau dans la ville lorsque l'incendie a commencé. Dans une tentative désespérée d'étouffer le feu, les pompiers ont commencé à raser les bâtiments avec de la dynamite. Finalement, les vents sont tombés et le feu s'est éteint de lui-même. À la suite de l'incendie et de ses suites, pratiquement tout le centre-ville de Spokane a été détruit, mais une seule personne a été tuée.

## Cause
La cause de l'incendie n'a jamais été déterminée. Les théories comprenaient un feu de cuisine dans une salle à manger, un fer à friser chauffé dans une lampe à pétrole et une étincelle d'un train qui passait.

## Conséquences
Malgré cette catastrophe, Spokane a continué de croître, l'incendie a ouvert la voie à une accélération des constructions. L'architecte Chauncey B. Seaton (en) est venu à Spokane pour travailler sur des projets de reconstruction après l'incendie. Il a conçu le bâtiment du News-Review (en). La ville a accueilli l'Exposition Industrielle du Nord - Ouest en 1890. Le bâtiment principal a été conçu par Richard H. Martin Jr. (en).
Après le grand incendie de 1889 et la reconstruction du centre-ville, la ville a été réincorporée sous le nom actuel de «Spokane» en 1891. Trois ans seulement après l'incendie, en 1892, le Great Northern Railway de James J. Hill (en) était arrivé au canton nouvellement créé de Hillyard (en) (annexé par Spokane en 1924), l'emplacement choisi pour les gare de triage de James J. Hil.